# Hennie Top
Hennie Top, née le 23 août 1956 à Wekerom, est une coureuse cycliste néerlandaise.

## Palmarès sur route
- 1979
  - 1re étape des Journées Havro-Cauchoises
  - 2e du championnat des Pays-Bas sur route
- 1980
  -  Championne des Pays-Bas sur route
  - 7e de la course en ligne des championnats du monde
- 1981
  -  Championne des Pays-Bas sur route
  - Lenterace
- 1982
  -  Championne des Pays-Bas sur route
- 1983
  - Lus van Schijndel
- 1984
  - Lenterace
  - 3e du championnat des Pays-Bas sur route
  - 37e de la course en ligne féminine de cyclisme sur route aux Jeux olympiques d'été de 1984
- 1985
  - Prologue et 3e étape du Tour de France féminin
- 1987
  - Tour de Somerville
- 1989
  - 4e du contre-la-montre par équipes des championnats du monde